# Rafael Madrigal
Rafael Ángel Madrigal Aguirre (San José, Costa Rica, 4 de noviembre de 1902-17 de julio de 1985) fue un futbolista y entrenador costarricense que marcó el primer gol en la historia en un campeonato de Costa Rica.

## Trayectoria
Rafael fue el primer futbolista costarricense en anotar el primer gol en la Primera División de Costa Rica. El 3 de julio de 1921 se disputó el primer partido de la Primera División de Costa Rica, Madrigal jugó para el Club Sport La Libertad enfrentándose ante Sociedad Gimnástica Limonense, disputado en la provincia de San José en ese entonces el partido se disputaba de 70 minutos, el primer gol histórico fue obra de Rafael Madrigal, siendo en la etapa inicial del encuentro cayendo en las redes del marco rival para poner el marcador 1-0, y sin más anotaciones con un poco de polémica, el encuentro finalizaba a favor de Madrigal con el marcador 1-0, convirtiéndose en el primer futbolista en anotar en la historia del fútbol costarricense.
Rafael fue parte de la selección de Costa Rica en el año 1921, disputándose los partidos de los juegos Atléticos del Centenario de la Independencia de Centroamérica, en el que obtuvo el primer título en la historia de la selección de Costa Rica en el país de Guatemala. En la final se enfrentaban ante los chapines, Madrigal obtuvo participación en el juego en que anotó 2 goles en la victoria costarricense con un contundente 0-6, siendo este el primer título internacional de Rafael y el primero de la selección de Costa Rica.

## Palmarés

### Como jugador

#### Títulos nacionales
| Título                         | Equipo                 | País       | Año  |
| ------------------------------ | ---------------------- | ---------- | ---- |
| Primera División de Costa Rica | Club Sport La Libertad | Costa Rica | 1925 |
| Torneo de Copa de Costa Rica   | Club Sport La Libertad | Costa Rica | 1925 |
| Primera División de Costa Rica | Club Sport La Libertad | Costa Rica | 1926 |
| Primera División de Costa Rica | Club Sport La Libertad | Costa Rica | 1929 |
| Torneo de Copa de Costa Rica   | Club Sport La Libertad | Costa Rica | 1929 |
| Torneo de Copa de Costa Rica   | Club Sport La Libertad | Costa Rica | 1933 |
| Torneo de Copa de Costa Rica   | Club Sport La Libertad | Costa Rica | 1934 |
| Torneo de Copa de Costa Rica   | Club Sport La Libertad | Costa Rica | 1934 |
| Primera División de Costa Rica | Club Sport La Libertad | Costa Rica | 1934 |
| Torneo de Copa de Costa Rica]  | Club Sport La Libertad | Costa Rica | 1935 |

### Títulos internacionales
| Título                                                               | Equipo                  | País      | Año  |
| -------------------------------------------------------------------- | ----------------------- | --------- | ---- |
| Juegos Atléticos del Centenario de la Independencia de Centroamérica | Selección de Costa Rica | Guatemala | 1921 |

### Distinciones individuales
| Distinción                                                      | Año  |
| --------------------------------------------------------------- | ---- |
| Máximo goleador de la Primera División de Costa Rica (18 goles) | 1926 |
| Máximo goleador de la Copa Benguria (4 goles)                   | 1929 |
| Máximo goleador de la Primera División de Costa Rica (16 goles) | 1933 |
| Miembro de la Galería Costarricense del Deporte                 | 1973 |